# Czarny Las (Lubliniec)
Pour les articles homonymes, voir Czarny Las.
Czarny Las (prononciation : [ˈt͡ʂarnɨ ˈlas]) est une localité polonaise de la gmina de Woźniki, située dans le powiat de Lubliniec en voïvodie de Silésie.